# توني ريس
توني ريس (بالبرتغالية: Toni Reis‏) هو ناشط حقوق الإنسان برازيلي، ولد في 1964.